# Swelia Antonio
Swelia Da Silva Antonio (Haia, Países Baixos, 26 de maio de 1997), também conhecido como Swelia Antonio, é uma modelo e rainha da beleza neerlando-angolana, vencedora do concurso Miss Angola Universo 2022. Ela vai representar Angola no concurso Miss Universo 2022.
Ela foi anteriormente vencedora do Miss Supranacional Países Baixos 2020 e representou a Países Baixos no concurso Miss Supranacional 2021, terminando no Top 12.

## Biografia
Antonio nasceu em Haia, Países Baixos e cresceu em Luanda. Em 1999, Antonio e sua família se mudaram de Angola para os Países Baixos. Ela é descendente de holandeses e angolanos. Ela obteve seu diploma de bacharel em gestão sem fins lucrativos, pública e organizacional pela Universidade de Ciências Aplicadas de Haia. Antonio obteve seu mestrado em administração pública pelo Instituto Internacional de Estudos Sociais da Erasmus Universiteit Rotterdam em Rotterdam.

## Concurso de beleza

### Participando de um concurso de beleza na Países Baixos
Antonio iniciou sua carreira em concursos de beleza na Países Baixos em 2020, foi oficialmente vencedora do concurso Miss Supranacional Países Baixos 2020 enquanto reinava como Miss Supranacional Países Baixos 2020-2021, atuou como embaixadora da educação para a organização Black Ladies Talk. Como a Miss Supranational 2020 foi cancelada devido à pandemia do novo coronavírus (COVID-19), ela representou a Países Baixos no Miss Supranacional 2021 em 21 de agosto de 2021 em Nowy Sącz, Pequena Polônia, Polônia e terminou no Top 12.

### Participar num concurso de beleza em Angola
Em 6 de agosto de 2022, representou Holanda, Angola no Miss Angola Universo 2022 e concorreu contra 23 outras candidatas no Pérola dos Navegantes em Benguela, onde venceu como Miss Angola Universo 2022 e sucedida pela Miss Angola 2019 Salett Miguel. Como Miss Angola, António representará Angola no Miss Universo 2022.